# Stelis ottonis
Stelis ottonis är en orkidéart som beskrevs av Rudolf Schlechter. Stelis ottonis ingår i släktet Stelis och familjen orkidéer. Inga underarter finns listade i Catalogue of Life.